# Васама, Ярмо
Ярмо Васама (фин. Jarmo Wasama; (2 декабря 1943, Элимяки, Финляндия — 2 февраля 1966, Тампере, Финляндия) — финский профессиональный хоккеист. Защищал цвета клуба «Ильвес». Выступал за сборную Финляндии.

## Биография

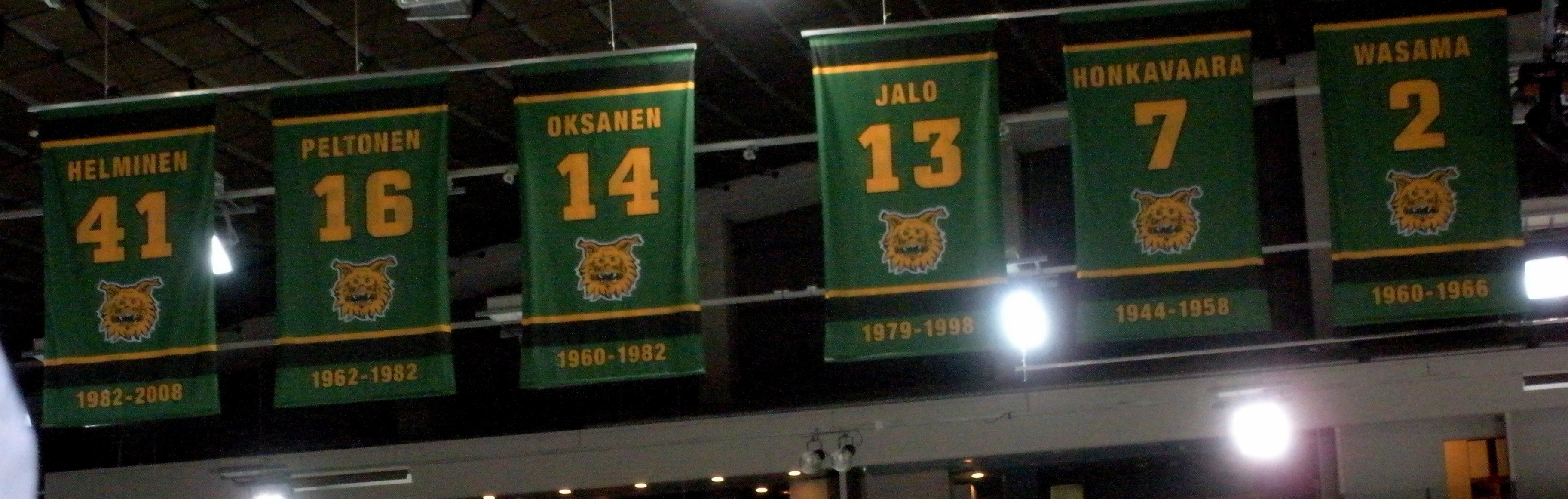
Закреплённые номера Ильвеса

Ярмо Васама выступал за «Ильвес» Тампере с 1960 по 1966 годы. С командой выиграл две золотые, одну серебряную и две бронзовые медали чемпионата Финляндии. Пять раз вызывался на матч всех звёзд финской лиги. В 1965 году был признан лучшим игроком чемпионата. 2 февраля 1966 года погиб в автокатастрофе. Номер 2, под которым выступал Васама, был навечно закреплён за ним. Со сборной Финляндии выступал на трёх чемпионатах мира и на Олимпиаде 1964 года в Инсбруке. В 1985 году был введён в зал хоккейной славы Финляндии. В честь Васамы был назван приз, которым финская лига ежегодно награждает лучшего новичка чемпионата.

## Статистика выступлений

### Клубная карьера
| 1960-61         | Ильвес          | СМ-Л            | 18  | 4  | 2  | 6  | 28 | — | — | — | — | — |
| 1961-62         | Ильвес          | СМ-Л            | 18  | 3  | 4  | 7  | 18 | — | — | — | — | — |
| 1962-63         | Ильвес          | СМ-Л            | 18  | 9  | 5  | 14 | 16 | — | — | — | — | — |
| 1963-64         | Ильвес          | СМ-Л            | 18  | 4  | 4  | 8  | 4  | — | — | — | — | — |
| 1964-65         | Ильвес          | СМ-Л            | 18  | 3  | 4  | 7  | 7  | — | — | — | — | — |
| 1965-66         | Ильвес          | СМ-Л            | 16  | 4  | 3  | 7  | 14 | — | — | — | — | — |
| Всего в СМ-Лиге | Всего в СМ-Лиге | Всего в СМ-Лиге | 106 | 27 | 22 | 49 | 87 | — | — | — | — | — |

### Международная карьера
| Год   | Команда   | Соревнование |       | И  | Г | А | О  | Штр |
| ----- | --------- | ------------ | ----- | -- | - | - | -- | --- |
| 1962  | Финляндия | ЧМ           | 7     | 0  | 3 | 3 | 0  |     |
| 1963  | Финляндия | ЧМ           | 7     | 1  | 1 | 2 | 4  |     |
| 1964  | Финляндия | ОИ           | 8     | 0  | 1 | 1 | 6  |     |
| 1965  | Финляндия | ЧМ           | 7     | 3  | 1 | 4 | 2  |     |
| Всего | Всего     | Всего        | Всего | 29 | 4 | 6 | 10 | 12  |